# 35-ös busz (Székesfehérvár)
A székesfehérvári 35-ös jelzésű autóbusz a Vasútállomás és a Zone Bevásárlópark között közlekedik. A viszonylatot a Volánbusz üzemelteti.
Az 1976-os átszervezés nyomán létrehozott 30-as autóbuszvonalat váltotta fel két évtizeddel később, a felsővárosi Kiskecskemét térségének jobb kiszolgálása érdekében. A városhatár közelében található ipari létesítményekhez is közlekedtek járatai, a gazdasági szükséglethez igazodóan (Téglagyár, Vörösmarty Tsz./Alba Agrár Zrt., Metro áruház), mígnem véglegesen meghosszabbításra került a vonal a Park Centerig - a jelenlegi Zone Parkig.

## Útvonala
| Zone Bevásárlópark felé | Vasútállomás felé |
| --- | --- |
| Vasútállomás vá. – Béke tér – Prohászka Ottokár út – Várkörút – Rákóczi utca – Király sor – Géza utca – Kisteleki utca – Tompa Mihály utca – Kertalja utca – Kiskút útja – Zone Bevásárlópark vá. | Zone Bevásárlópark vá. – Kiskút útja – Kertalja utca – Tompa Mihály utca – Kisteleki utca – Géza utca – Király sor – Rákóczi utca – Várkörút – Prohászka Ottokár út – Béke tér – Vasútállomás vá. |

## Megállóhelyei
| 0  | Vasútállomás végállomás        | 20 | 13, 13A, 13G, 13Y, 20, 30, 31, 31E, 32, 33, 34, 36, 37, 38, 40, 41, 43, 44 7315, 7398, 8010, 8011, 8013, 8082, 8086, 8092, 8093, 8624 S30 G30 Z30 S34 S35 G43 S150 S440 S450 IC, sebesvonat, gyorsvonat, expresszvonat | Vasútállomás, Vasvári Pál Gimnázium, Kodály Zoltán Általános Iskola és Gimnázium |
| 2  | Prohászka Ottokár templom      | 18 | 13, 13A, 20, 33, 34, 36, 37, 38, 40, 41, 43, 44 | Prohászka Ottokár-emléktemplom, Vörösmarty Mihály Művelődési Ház                 |
| 3  | Prohászka Ottokár út           | 17 | 33, 34 | Teleki Blanka Gimnázium és Általános Iskola                                      |
| 5  | Zsuzsanna forrás               | 15 | 23, 24, 25, 33, 34 | Belvárosi I. István Szakközépiskola                                              |
| 7  | Áron Nagy Lajos tér            | 13 | 16, 17, 23, 24, 25, 30, 31, 32, 33, 34 | Fehérvár Áruház, Fehérvári Civil Központ                                         |
| 9  | Széna tér                      | 11 | 16, 17, 23, 24, 25, 30, 31, 32, 33, 34 | Jézus Szíve Templom, Széna Téri Általános Iskola, E.ON Dél-Dunántúl              |
| 10 | Huba köz                       | 10 | 16, 17, 24, 25, 30, 31 |                                                                                  |
| 11 | Király sor / Géza utca         | 9  | 16, 17, 24, 25, 30, 31 |                                                                                  |
| 12 | Kistelki utca / Géza utca      | 8  | 24, 25 |                                                                                  |
| 13 | Huba utca                      | 7  | |                                                                                  |
| 15 | Berényi út / Tompa Mihály utca | 5  | |                                                                                  |
| 16 | Koppány utca                   | 4  | |                                                                                  |
| 17 | Kecskeméti utca                | 3  | |                                                                                  |
| 18 | Kertalja utca                  | 2  | |                                                                                  |
| 20 | Zone Bevásárlópark végállomás  | 0  | | Zone Bevásárlópark                                                               |